# 龙虎山镇
龙虎山镇，是中华人民共和国江西省鹰潭市贵溪市下辖的一个乡镇级行政单位。

## 行政区划
龙虎山镇下辖以下地区：
西源村、鱼塘村、龙虎村、豪岭村、龚店村和中心社区。